# Gen oscil·lant
En biologia molecular, un gen oscil·lant és un gen que s'expressa en un patró rítmic o en cicles periòdics. Els gens oscil·lants solen ser circadians i es poden identificar mitjançant canvis periòdics en l'estat d'un organisme. Els ritmes circadians, controlats per gens oscil·lants, tenen un període d'aproximadament 24 hores. Per exemple, les fulles de les plantes que s'obren i es tanquen a diferents moments del dia o l'horari de son-vigília dels animals poden incloure ritmes circadians. També són possibles altres períodes, com ara 29,5 dies derivats de ritmes circalunars o 12,4 hores com a resultat de ritmes circatidals. Els gens oscil·lants inclouen tant gens de components de rellotge bàsics com gens de sortida. Un gen del component del rellotge central és un gen necessari per al marcapassos. Tanmateix, un gen oscil·lant de sortida, com el gen AVP, és rítmic però no és necessari per al marcapassos.

## Història
Les primeres observacions registrades de gens oscil·lants provenen de les marxes d'Alexandre el Gran al segle iv aC En aquest moment, un dels generals d'Alexandre, Andròstenes, va escriure que el tamarindo obriria les seves fulles durant el dia i les tancaria a les hores. caiguda de nit. Fins al 1729, es va suposar que els ritmes associats als gens oscil·lants eren "respostes passives a un entorn cíclic". El 1729, Jean-Jacques d'Ortous de Mairan va demostrar que els ritmes d'obertura i tancament de les fulles d'una planta continuaven fins i tot quan es col·locava en algun lloc on la llum del sol no hi pogués arribar. Aquest va ser un dels primers indicis que hi havia un element actiu a les oscil·lacions. El 1923, Ingeborg Beling va publicar el seu article "Über das Zeitgedächtnis der Bienen" ("Sobre la memòria del temps de les abelles") que va estendre les oscil·lacions als animals, concretament a les abelles El 1971, Ronald Konopka i Seymour Benzer van descobrir que les mutacions del PERÍODE el gen va provocar canvis en el ritme circadià de les mosques en condicions constants. Van plantejar la hipòtesi que la mutació del gen afectava el mecanisme bàsic de l'oscil·lador. Paul Hardin, Jeffrey Hall i Michael Rosbash van demostrar aquesta relació en descobrir que dins del gen PERIOD, hi havia un mecanisme de retroalimentació que controlava l'oscil·lació. A mitjans de la dècada de 1990 es va produir una efusió de descobriments, amb CLOCK, CRY i altres que es van afegir a la llista creixent de gens oscil·lants.

## Mecanismes circadians moleculars
El mecanisme molecular primari darrere d'un gen oscil·lant es descriu millor com un bucle de retroalimentació de transcripció/traducció. Aquest bucle conté tant reguladors positius, que augmenten l'expressió gènica, com reguladors negatius, que disminueixen l'expressió gènica. Els elements fonamentals d'aquests bucles es troben en diferents fils. En el rellotge circadià dels mamífers, per exemple, els factors de transcripció CLOCK i BMAL1 són els reguladors positius. CLOCK i BMAL1 s'uneixen a la caixa E dels gens oscil·lants, com ara Per1, Per2 i Per3 i Cry1 i Cry2, i en regulen la transcripció. Quan els PER i els CRY formen un heterocomplex al citoplasma i tornen a entrar al nucli, inhibeixen la seva pròpia transcripció. Això significa que amb el temps els nivells d'ARNm i proteïnes de PER i CRY, o qualsevol altre gen oscil·lant sota aquest mecanisme, oscil·laran.
També existeix un bucle de retroalimentació secundari, o "bucle d'estabilització", que regula l'expressió cíclica de Bmal1. Això és causat per dos receptors nuclears, REV-ERB i ROR, que suprimeixen i activen la transcripció de Bmal1, respectivament.
A més d'aquests bucles de retroalimentació, les modificacions post-traduccions també juguen un paper en el canvi de les característiques del rellotge circadià, com ara el seu període. Sense cap tipus de repressió de retroalimentació, el rellotge molecular tindria un període d'unes poques hores. Es va trobar que els membres de la caseïna cinasa CK1ε i CK1δ eren proteïnes cinases de mamífers implicades en la regulació circadiana. Les mutacions en aquestes cinases s'associen amb la síndrome familiar de la fase avançada del son (FASPS). En general, la fosforilació és necessària per a la degradació dels PER mitjançant ligases d'ubiquitina. En canvi, la fosforilació de BMAL1 mitjançant CK2 és important per a l'acumulació de BMAL1.